# Brocchinia tatei
Brocchinia tatei es una especie del género Brocchinia. Esta especie es nativa de Venezuela en Bolívar en Monte Roraima.

## Taxonomía
Brocchinia tatei fue descrito por Lyman Bradford Smith  y publicado en Contributions from the Gray Herbarium of Harvard University 161: 29, t. 4, f. 1. 1946.
Etimología
Brocchinia: nombre genérico que fue otorgado en honor del naturalista italiano Giovanni Battista Brocchi.
tatei: epíteto
Sinonimia
- Brocchinia oliva-estevae Steyerm. & L.B.Sm.
- Brocchinia secunda L.B.Sm.